# Phelsuma barbouri
Phelsuma barbouri este o specie de șopârle din genul Phelsuma, familia Gekkonidae, descrisă de Arthur Loveridge în anul 1942. A fost clasificată de IUCN ca specie cu risc scăzut. Conform Catalogue of Life specia Phelsuma barbouri nu are subspecii cunoscute.

## Galerie

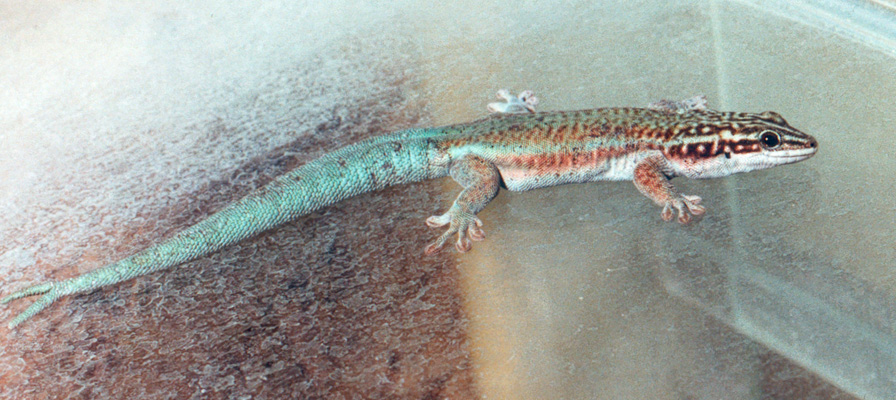